# Diocèse de Motherwell
Le diocèse de Motherwell (en latin : dioecesis Matrisfontis ; en anglais : diocese of Motherwell) est une Église particulière de l'Église catholique en Écosse.
Il est suffragant de l'archidiocèse de Glasgow. Il a été constitué en 1947 et l'on comptait en 2004 près de 165 100 baptisés pour 633 000 habitants. Sa cathédrale est Notre-Dame-du-Bon-Secours de Motherwell. 

## Histoire
Par la constitution apostolique Maxime interest du 25 mai 1947, le pape Pie XII érige le diocèse de Motherwell à partir de l'archidiocèse de Glasgow et du diocèse de Galloway.
En 2013, l'évêque Joseph Devine est contraint de démissionner, sur intervention du nonce apostolique au Royaume-Uni, Antonio Mennini, pour n'avoir pas pris de mesures appropriées lorsqu'il a été informé d'un scandale à caractère sexuel dans les séminaires de son ressort. Il avait aussi été remarqué pour avoir fait prendre en charge des dépenses personnelles somptuaires par la communauté religieuse.